# Prototrochus minutus
Prototrochus minutus is een zeekomkommer uit de familie Myriotrochidae.
De wetenschappelijke naam van de soort werd in 1905 gepubliceerd door Östergren.